# Murat Boz
Murat Boz (Karadeniz Ereğli, 7 maart 1980) is een Turkse singer-songwriter en acteur.
Boz begon zijn solocarrière met het uitbrengen van zijn eerste single, "Aşkı Bulamam Ben", in 2006. In het volgende jaar werd zijn eerste studioalbum - "Maximum" (2007) - uitgebracht, dat goed verkocht en hem meerdere prijzen opleverde. Hij zette zijn muziekcarrière voort door onder anderw de albums "Şans" (2009), "Aşklarım Büyük Benden" (2011) en "Janti" (2016) uit te brengen.  Talloze nummers van deze albums, waaronder "Maximum", "Uçurum", "Para Yok", "Özledim", "Sallana Sallana" en "Adını Bilen Yazsın" behoorden tot de top vijf hits op Türkçe Top 20, en "Geri Dönüş Olsa  ", "Kalamam Arkadaş" en "Janti" waren de nummer één singles op de lijst. Naast zijn zangcarrière begon hij in 2014 zijn acteercarrière door te spelen in de film "Hadi İnşallah" (2014), en zette zijn acteercarrière voort door hoofdrollen te spelen in "Kardeşim Benim" (2016), "Dönerse Senindir" (2016) en "Öldür Beni Sevgilim" (2019).

## Discografie

### Albums
- 2007: Maximum
- 2009: Şans
- 2011: Aşklarım Büyük Benden
- 2012: Dance Mix
- 2016: Janti

### Singles[1]
- 2006: Aşkı Bulamam Ben
- 2007: Maximum
- 2007: Püf (met Tarkan)
- 2008: Uçurum
- 2008: Ben Aslında
- 2009: Para Yok
- 2009: Özledim
- 2009: Her Şeyi Yak
- 2009: Sallana Sallana
- 2009: Gümbür Gümbür
- 2010: İki Medeni İnsan (met Soner Sarıkabadayı)
- 2010: Buralardan Giderim
- 2010: Hayat Sana Güzel
- 2011: Hayat Öpücüğü
- 2011: Aşklarım Büyük Benden
- 2011: Yazmışsa Bozmak Olmaz (met Ozan Doğulu)
- 2011: Geri Dönüş Olsa
- 2011: Kalamam Arkadaş
- 2012: Bulmaca
- 2012: Soyadımsın
- 2012: Olmuyor (met Oğuz Berkay Fidan)
- 2013: İlk Anda (met Erdem Kınay)
- 2013: Vazgeçmem
- 2014: Elmanın Yarısı
- 2014: İltimas (met Gülşen)
- 2015: Güneye Giderken (met Burak Özçivit & Asli Enver)
- 2015: A Be Kaynana
- 2016: İyi Ki Doğdun
- 2016: Dönerse Senindir
- 2016: Janti
- 2016: Adını Bilen Yazsın
- 2016: Gün Ağardı (met Ebru Gündeş)
- 2017: Yana Döne
- 2018: Hey (met Ozan Doğulu)
- 2018: Geç Olmadan
- 2019: Öldür Beni Sevgilim
- 2019: Leylim Ley (met Ferat Üngür)
- 2019: Aşk Bu
- 2020: Can Kenarım
- 2020: Kalben
- 2020: Gece

## Filmografie
- 2014: Hadi Insallah
- 2016: Kardesim benim
- 2016: Kara Sevda
- 2016: Dönerse Senindir
- 2017: Kardesim benim 2